# Born Under Saturn
Born Under Saturn è il secondo album in studio del gruppo rock britannico Django Django, pubblicato nel 2015.

## Tracce
1. Giant – 5:54
2. Shake & Tremble – 4:19
3. Found You – 4:43
4. First Light – 4:50
5. Pause Repeat – 3:29
6. Reflections – 4:20
7. Vibrations – 3:08
8. Shot Down – 5:09
9. High Moon – 4:43
10. Beginning to Fade – 3:16
11. 4000 Years – 4:17
12. Break the Glass – 4:30
13. Life We Know – 3:24